# Эрнст Тельман — сын своего класса
«Эрнст Тельман — сын своего класса» (нем. Ernst Thälmann – Sohn seiner Klasse) — немецкий биографический фильм о политическом деятеле, члене Рейхстага и председателе Коммунистической партии Германии Эрнсте Тельмане, который был создан в ГДР в 1954 году кинокомпанией DEFA под руководством Курта Метцига. В 1955 году вышла вторая часть «Эрнст Тельман — вождь своего класса».

## Сюжет
Действие фильма начинается в первых числах ноября 1918 года. Молодой Эрнст Тельман воюет на Западном фронте на стороне имперской Германии и получает информацию о революционном восстании в Киле. Узнав о восстании он обращается к своим однополчанам с лозунгом «Поверните винтовки!», который существенно повлиял на начало ноябрьской революции. Затем Тельман дезертирует из армии, чтобы помочь своим товарищам в Гамбурге.
Первоначально рабочий класс одерживает победу, но вскоре силы революции находятся под угрозой гибели из-за предательства правых социал-демократов и фрагментации пролетариата, Тельман стремится сплотить рабочих перед лицом общего врага. В этой ситуации в Гамбурге назревает дефицит продовольственных товаров, однако из Советской России отправляется пароход с хлебом. По прибытии в город корабль окружается полицией, а местная буржуазия всячески препятствует его разгрузке. Однако Эрнст Тельман со своим товарищем Фите Янсеном проникают на борт парохода и принимают хлеб для трудящихся. Несмотря на все старания пролетариата революция терпит поражение.
Дальнейшие события разворачиваются в октябре 1923 года в Гамбурге, Тельман вновь объединяет рабочий класс и организует всеобщую забастовку, и вооружённое восстание рабочих, но из-за подавляющей мощи рейхсвера трудящиеся, наконец, вынуждены прекратить борьбу. «Американский агент» Август Тальхаймер назван виновником провала восстания.

## Актёры
- Гюнтер Зимон — Эрнст Тельман
- Ханс-Петер Минетти — Фите Янсен
- Эрих Франц — Артур Вирбрайтер
- Раймунд Шельхер — Кришан Дайк
- Карла Рункель — Анна Хармс
- Ханс Флессель — Филипп Шейдеман
- Герхард Бинерт — Отто Крамер
- Вольф Кайзер — майор Цинкер
- Стеффи Спира — Клара Цеткин
- Юдит Хармс — Роза Люксембург
- Мартин Флерхингер — Карл Либкнехт
- Петер Шорн — Владимир Ильич Ленин
- Герд Ягер — Сталин
- Артур Пик — Вильгельм Пик
- Сергей Калинин — советский капитан

## Производство
Работа над двухсерийным фильмом «Тельман» заняла пять лет. При себестоимости производства в десять миллионов марок ГДР это был самый дорогой фильм, произведённый DEFA на тот момент. Во время съёмок 17 июня 1953 года произошло народное восстание, когда рабочие с фотографиями Тельмана выступали против политики СЕПГ.
Фильм снимался на студии Бабельсберг, а также в Дрездене и Ростоке. Здания проектировали Вилли Шиллер и Отто Эрдманн, а Адольф Фишер отвечал за производство кинокартины.

## Награды
- 1954 — Национальная премия ГДР:
- Национальная награда первой степени Курту Метцигу (режиссёр и сценарист)
- Национальная премия первой степени Вилли Бределю (сценарий)
- Национальная премия первой степени Гюнтеру Зимону (актёр)
- 1954 — Приз мира Международный кинофестиваль в Карловых Варах